# Octolasion
Genre
Octolasion est un genre de vers de terre de la famille des Lumbricidae. Ce genre est synonyme d'Octolasium Michaelsen, 1900,. Il fait partie du groupe des endogés de surface qui selon la classification de Bouché, sont des espèces petites à moyennes qui vivent continuellement dans le sol, creusent des galeries horizontales et se nourrissent de matière organique. Ce genre fait notamment partie du régime alimentaire de la Taupe d'Europe.

## Liste des espèces européennes
Liste des espèces présentes en Europe selon Fauna Europaea (11 janvier 2022) et earthworm species :
- Octolasion cyaneum (Savigny, 1826) - Europe occidentale, centrale et septentrionale
- Octolasion lacteovicinum Zicsi, 1968 - Autriche
- Octolasion lacteum (Orley, 1885) - Ensemble de l'Europe
- Octolasion montanum (Wessely, 1905) - Europe centrale